# Drepanosiphum braggii
Drepanosiphum braggii är en insektsart som beskrevs av David D. Gillette 1907. Drepanosiphum braggii ingår i släktet Drepanosiphum och familjen långrörsbladlöss. Inga underarter finns listade i Catalogue of Life.